# Квёк, Леонар
Леони Леонар Квёк (фр. Leony Léonard Kweuke; род. 12 июля 1987, Яунде) — камерунский футболист, нападающий. Выступал в сборной Камеруна.

## Карьера
18 декабря 2008 года франкфуртский «Айнтрахт» арендовал Квеуке из клуба «ДАК 1904». В сезоне 2009/10 Леонард выступал за «Энерги» из Котбуса, опять же в аренде, после чего вернулся в Словакию. 10 июня 2010 года камерунец подписал контракт с пражской «Спартой».

## Достижения
«Спарта» (Прага)
- Обладатель Суперкубка Чехии: 2010

## Личная жизнь
Квёк является родственником знаменитого камерунского футболиста Самюэля Это’о.